# Lignagatan

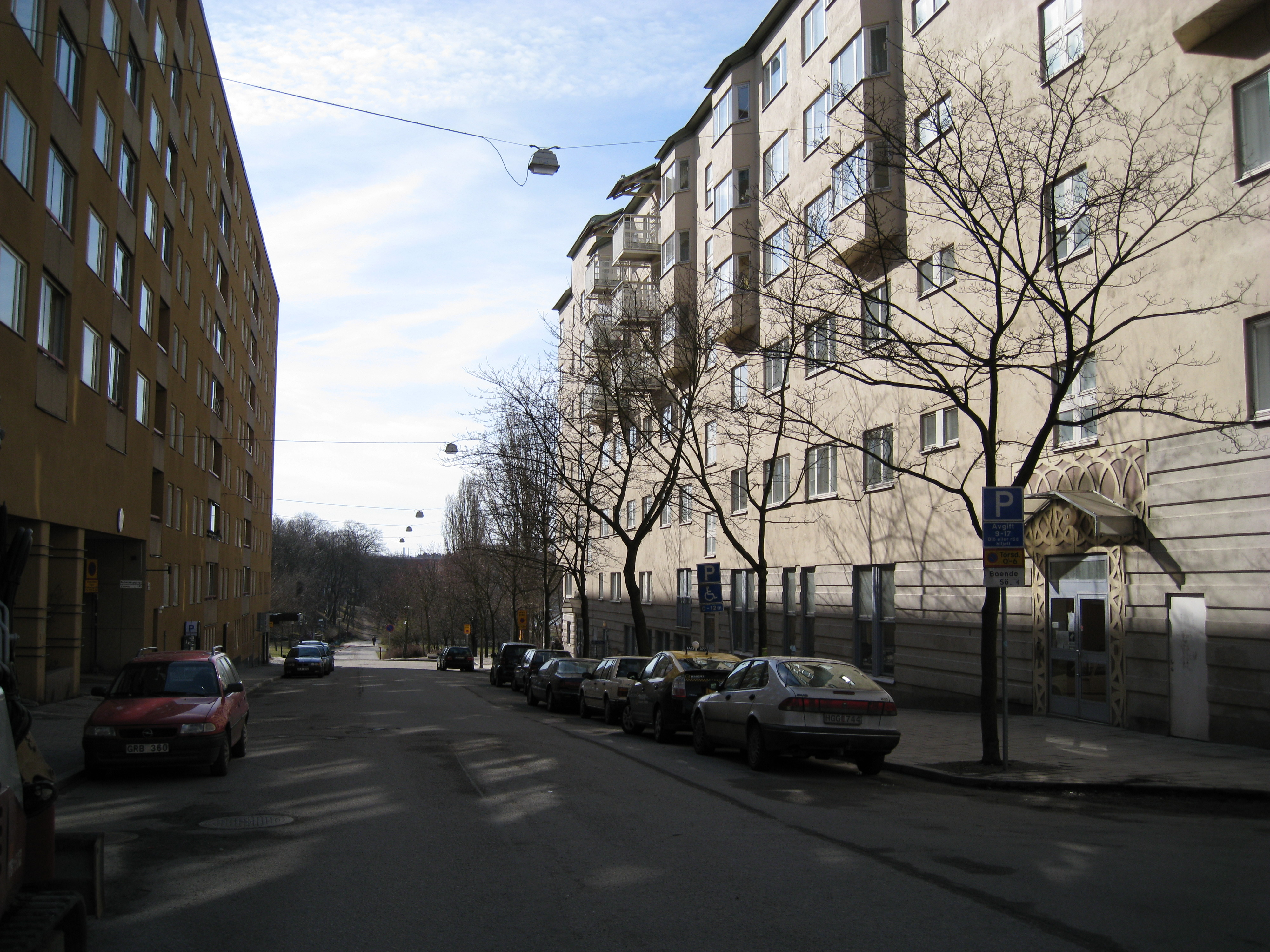
Lignagatan söderut från Hornsgatan. I bakgrunden skymtar Tantolunden.

Lignagatan är en gata på Södermalm i Stockholm, som sträcker sig från Hornsbruksgatan i norr till Skarpskyttestigen i Drakenbergsparken och Tantolunden i söder.
Lignagatan fick sitt namn i samband med namnrevisionen 1885 inför nyregleringen av stadsplanen på västra Södermalm. 
Ligna var ett snickeri och senare också ett industriområde på Södermalm i Stockholm. Namnet ligna är pluralis av det latinska ordet för trä, lignum. Ligna Nya Snickeriaktiebolag grundades på 1870-talet av arkitekten Pehr Johan Ekman och låg invid Hornsgatan nära den nuvarande gatan Lignagatan. En brädgård anlades senare bredvid snickeriet. Lignaområdet kom senare att bli ett av Södermalms sista småskaliga industriområden med småindustrier, skrotlager, vedkapar och små bilverkstäder.
På gatans motsatta sida restes 1902-1905 de kasernliknande byggnaderna för Stockholms stads arbetsinrättning. De revs 1971 och på platsen reser sig idag Drakenbergsområdet och Drakenbergsparken.